# 排骨年糕
排骨年糕，中国上海的一款小吃。排骨佐以小而薄的年糕，经油氽、烧煮而成，兴于1930年代。早期以上海曙光饭店小常州点心店与鲜得来排骨年糕店最为出名。
鲜得来的排骨年糕将麵粉、菱粉、五香粉、鸡蛋放在一起搅成浸裹在排骨表面，放入油中炸熟。这种排骨色泽金黄，表面酥脆。
小常州的排骨年糕选用无锡、常州等地的猪脊骨肉，用酱油腌渍后，再放入用酱油、油、糖、葱姜末、酒等混合的油锅中煮至紫红色，味道浓香。

## 特色
猪大排佐以小而薄的年糕，经油氽、烧煮而成，既有排骨的浓香，又有年糕的软糯酥脆，十分可口。排骨肥嫩香鲜，味浓厚，年糕鲜润不腻，经排骨油氽制，具有排骨香味。排骨色泽金黄，表面酥脆，肉质鲜嫩。糯中发香，略有甜辣味，鲜嫩适口。

## 作法

### 材料准备
排骨年糕
主料：水磨年糕、肋骨、甜面酱、辣椒酱、鸡蛋
辅料：面粉、葱、姜、香菜
调料：盐、酱油、糖、料酒、胡椒粉、八角、桂皮、菱粉、五香粉

### 做法步骤
1、肋骨用刀背将两面拍松。加料酒、盐、酱油轻拍、捏，使之入味。
2、将菱粉和面粉鸡蛋搅拌均匀，浸裹在排骨表面。
排骨年糕
3 、下肋骨过油炸至表面结皮，捞出沥油。
4 、锅内留少许油，加葱段、姜丝、八角、桂皮炒出香味，加肋骨、糖、胡椒粉、少许盐、适量的水，以中小火烧10分钟至成骨头汤。
5、油烧七成热，下年糕炸至表面结皮，捞出沥油。
6 、将年糕加入排骨汤中，继续烧至年糕入味、汤汁变浓汁。
7、盘中装入年糕，盖上排骨，淋上汤。